# Magurska Przełęcz
Magurska Przełęcz (ok. 1570 m) – płytka przełęcz w północno-wschodniej grani Kasprowego Wierchu, pomiędzy Kopą Magury (1704 m) a Małą Kopą Królową (1577 m). Nazwę przełęczy wprowadził Władysław Cywiński w swoim szczegółowym przewodniku Tatry. Północno-zachodnie stoki spod przełęczy opadają do Jaworzynki, południowo-wschodnie na Królową Rówień. Rejon przełęczy zbudowany jest całkowicie ze skał wapiennych. Dawniej był trawiasty, był wypasany i należał do Hali Królowej. Nadmierny wypas doprowadził do silnej erozji tej okolicy. Po zaprzestaniu wypasu teren ten zarasta kosodrzewiną i w 2010 r. były tu już tylko niewielkie skrawki trawnika. Nie ma już dawnej ścieżki prowadzącej na przełęcz z Królowej Równi (zarosła całkowicie kosodrzewiną), również ścieżka do doliny Jaworzynki zanika.
Żleb pod Czerwienicą nie opada z Magurskiej Przełęczy, lecz na zachód od niej ze stoków Kopy Magury.